# Agrostophyllum tenue
Agrostophyllum tenue är en orkidéart som beskrevs av Johannes Jacobus Smith. Agrostophyllum tenue ingår i släktet Agrostophyllum och familjen orkidéer. Inga underarter finns listade i Catalogue of Life.